# Braulio E. Dujali
Braulio E. Dujali è una municipalità di quinta classe delle Filippine, situata nella Provincia di Davao del Norte, nella Regione del Davao.
Braulio E. Dujali è formata da 5 baranggay:
- Cabay-Angan
- Dujali
- Magupising
- New Casay
- Tanglaw